# 647

## أحداث

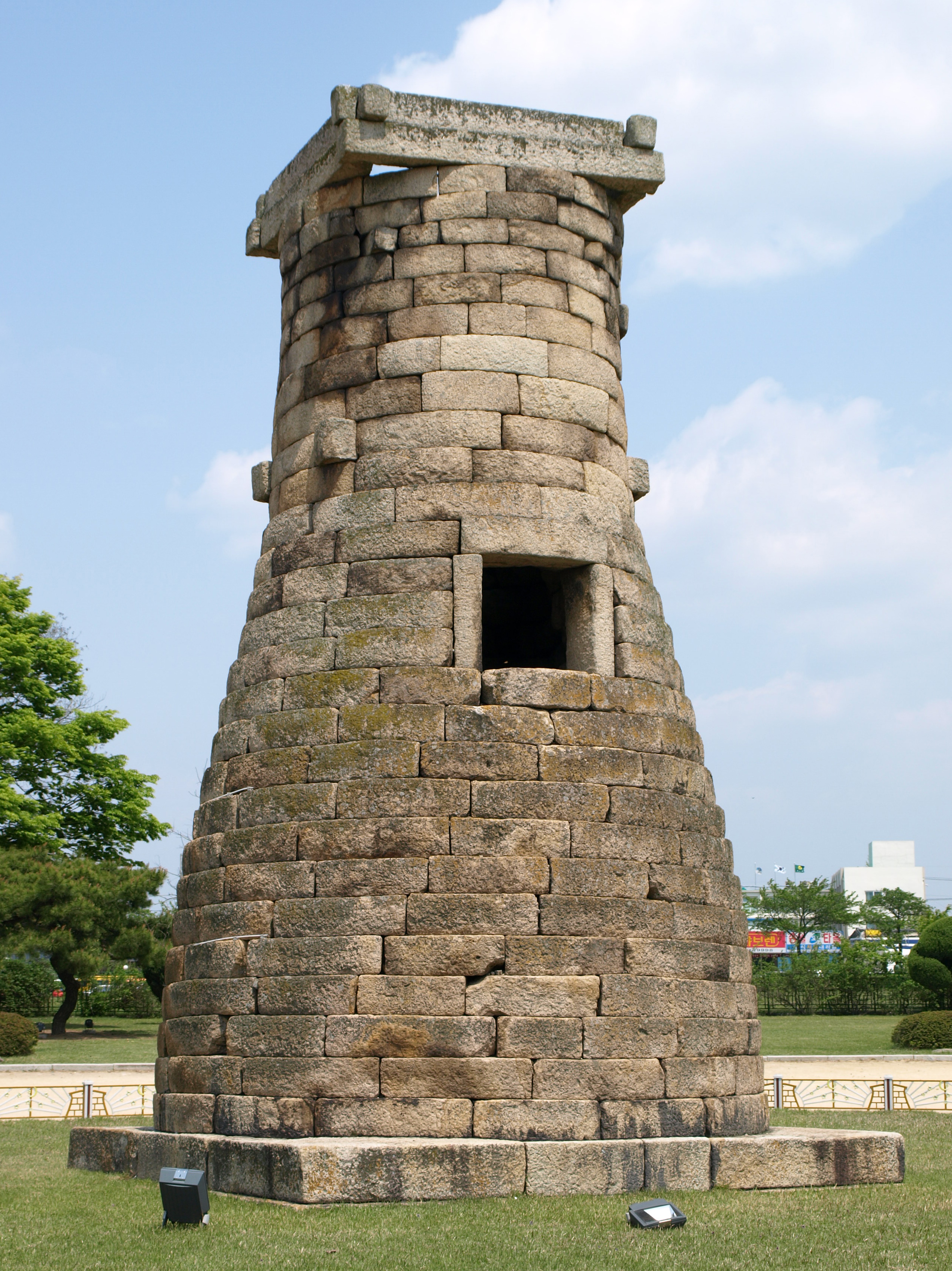
تشومسونغداي

### حسب المواضيع

#### العلم والفضاء
- إقامة مرصد فلكي على شكل برج حجري سمي باسم تشومسونغداي في مدينة غيونغجو، وذلك في زمن الملكة شوندوك ملكة شلا (كوريا الجنوبية).

## مواليد
- يزيد بن معاوية
- مصعب بن الزبير